# 島尾伸三
島尾 伸三（しまお しんぞう、1948年7月7日 - ）は、日本の写真家、作家。

## 来歴
神戸市生まれで、奄美大島育ち。東京造形大学造形学部写真専攻科卒業。
父は作家の島尾敏雄。母は島尾ミホ。妻は写真家の潮田登久子、娘は漫画家のしまおまほ。
1974年に東京造形大学造形学部映像学科に入学し、父の島尾敏雄からリコーワイドを譲り受けた。父が骨董や高級品が嫌いであり、また政治が流行し高級品を持つことが反社会的な行為と捉えられる時代でもあり、ライカやハッセルブラッドなどは嫌いであった。当時高価であった一眼レフカメラ購入を当然のように勧める大学や、嬉しげに高級機を持ち歩く同級生に反感を持ち、普及版のカメラで身辺の日常を撮影するようになった。
このリコーワイドに関して島尾敏雄は吉行淳之介から貰った旨説明していたが、後日に伸三が本人に手紙で確認したところでは、実際にはそうではなかったという。
現像所で営業職として働く傍ら1975年、初の個展「China Town」を開催するなどフリーランスの写真家として活動を開始した。
1978年、同じく写真家である潮田登久子との間に娘・真帆が生まれ、籍を入れる過程で婚姻届を提出し結婚。妻や子を被写体にその日常生活の一コマを撮り、それにエッセイを添えたシリーズで知られる。
妻の潮田登久子との共著で中国、香港、マカオの一般庶民の生活や雑貨などを撮った旅のガイド本シリーズがある。

## 著作

### 単著
- 『香港市民生活見聞』新潮文庫　1984年
- 『絵本 中華食三昧』旺文社文庫　1986年
- 『中華図案見学』新潮文庫　1989年
- 『裏街春秋―中国庶民生活誌』東京書籍　1994年
- 『季節風　照片雑文★☆』みすず書房　1995年
- 「生活　照片雑文★★」みすず書房　1995年
- 「中国茶読本」平凡社・コロナブックス　1996年
- 『月の家族』晶文社　1997年　のち角川文庫
- 「風の地図―島尾伸三のアジア漫歩」メタローグ　1997年
- 「星の棲む島」岩波書店　1998年
- 「ひかりの引き出し」青土社　1999年
- 「ケンムンの島」角川書店　2000年
- 「雲を呑む 龍を食す」NTT出版　2000年
- 「まほちゃん―島尾伸三写真集」オシリス　2001年
- 「東京～奄美　損なわれた時を求めて」河出書房新社　2004年
- 「中華幻紀―照片雑文」ワールドフォトプレス　2004年
- 「魚は泳ぐ―愛は悪」言叢社　2006年
- 「禁産趣味者宣言」usimaoda　2008年
- 「小高へ 父 島尾敏雄への旅」河出書房新社　2008年、増補新版2018年
- 「中華幻紀―島尾伸三写真集」usimaoda　2008年
- 「Something Beautiful Might Happen」オシリス　2010年
- 『じくじく = Lesions 島尾伸三写真集』(Eyesight ; Series# Usimaoda, 2015.2
- 『小岩へ 父敏雄と母ミホを探して』河出書房新社, 2018.8

### 共編著
- 『中華人民生活百貨遊覧』潮田登久子共著　新潮社・とんぼの本　1984年
- 『香港上海雑貨見物』潮田登久子共著　東京三世社　1986年
- 『パイロ・フォトグラフス・アニュアル 1989』共編 フロッグ 1989
- 『インディペンデント・フォトグラファーズ・イン・ジャパン 1976‐83」東京書籍　1989年
- 『凝裸儒的中華天地」潮田登久子共著　三交社　1994年
- 『中国のかわいいおもちゃ』潮田登久子共著　平凡社　1997年
- 『極楽マカオ案内』潮田登久子共著　平凡社　1999年
- 『マカオで道草』潮田登久子共著　大修館書店　1999年
- 「中国庶民生活図引 食・遊・癒」潮田登久子共著　弘文堂　2001年
- 『中国製造 香港・澳門』潮田登久子共著　パロル舎　2004年
- 『検証島尾敏雄の世界』志村有弘共編 勉誠出版 2010
- 『島尾敏雄とミホ 沖縄・九州』志村有弘共編 鼎書房 2015